# 石家渡大桥
石家渡大桥又名桂磨大桥，是位于中国广西桂林市的一座桥梁，承载桂磨大道在石家渡附近横跨漓江，北可达七星区和桂林市区，南可达华侨农场，竹江码头和磨盘山码头。
该桥全长361.36米，主跨径170米，主桥宽度41米，净高16.8米，主跨为钢管混凝土中承式桁架拱，桥面设置双向六车道。桥位处喀斯特地貌岩溶地区，裂隙多，地质条件复杂。